# تصميم عالي المستوى
يوضح التصميم عالي المستوى (High-level design) البنية التي سيتم استخدامها لتطوير نظام ما. ويوفر مخطط البنية نظرة عامة على النظام بأكمله، مع تحديد المكونات الرئيسية التي سيتم تطويرها للمنتج وواجهاتها. يمكن أن يستخدم التصميم عالي المستوى مصطلحات غير تقنية أو تقنية إلى حدٍ ما والتي يجب أن تكون مفهومة لمسؤولي النظام. على النقيض من ذلك، يكشف التصميم منخفض المستوى بشكل أكبر عن التصميم التفصيلي المنطقي لكل من هذه العناصر لاستخدامها من قبل المهندسين والمبرمجين. يجب أن تغطي وثائق التصميم عالي المستوى التنفيذ المخطط له لكل من البرامج والأجهزة.

## الغرض
- التصميم الأولي: في المراحل الأولية لتطوير النظام، هناك حاجة إلى تحديد حجم المشروع وتحديد الأجزاء التي قد تكون محفوفة بالمخاطر أو تستغرق وقتًا طويلًا.
- نظرة عامة على التصميم: مع تقدم المشروع، هناك حاجة إلى تقديم نظرة عامة حول كيفية ملاءمة الأنظمة الفرعية والمكونات المختلفة للنظام معًا.

في كلتا الحالتين، يجب أن يعبّر التصميم عالي المستوى عن رؤية كاملة للنظام بأكمله، وتقسيمه إلى أجزاء أصغر يسهل فهمها. ولتقليل تكاليف الصيانة مع تقدم البناء وانتهاء التصميم على المستوى الأدنى، فمن الأفضل أن يتم إعداد التصميم عالي المستوى فقط بالدرجة اللازمة لتلبية هذه الاحتياجات.

## وثيقة التصميم عالي المستوى
تضيف وثيقة التصميم عالي المستوى التفاصيل الضرورية إلى وصف المشروع الحالي لتمثيل نموذج مناسب للبناء. تتضمن هذه الوثيقة رسمًا تخطيطيًا للهندسة المعمارية رفيعة المستوى يصور بنية النظام، مثل الأجهزة وهندسة قاعدة البيانات وهندسة التطبيقات (الطبقات) وتدفق التطبيقات (التنقل) وهندسة الأمان وهندسة التقنية.

## نظرة عامة على التصميم
يوفر التصميم عالي المستوى نظرة عامة على النظام أو المنتج أو الخدمة أو العملية. وتساعد هذه النظرة العامة على توافق المكونات الداعمة مع المكونات الأخرى. ويجب أن يوضح التصميم عالي المستوى وصفًا موجزًا لجميع المنصات والأنظمة والمنتجات والخدمات والعمليات التي يعتمد عليها، ويتضمن أي تغييرات مهمة يجب إجراؤها عليها.
بالإضافة إلى ذلك، يجب أن يكون هناك اعتبار موجز لجميع المخاطر التجارية والقانونية والبيئية والأمنية والسلامة والتقنية المهمة، إلى جانب أي قضايا وافتراضات. والخلاصة هي ذكر كل منطقة عمل بإيجاز، وتفويض ملكية نشاط التصميم الأكثر تفصيلًا بوضوح مع تشجيع التعاون الفعال بين فرق المشروع المختلفة.
اليوم، تتطلب معظم التصميمات عالية المستوى إسهامات من الخبراء في هذا المجال ممن يمثلون العديد من التخصصات المهنية المتميزة. ومن الأهمية بمكان تحديد كل نوع من المستخدمين النهائيين في التصميم عالي المستوى ويجب أن يضع كل تصميم مساهم في عين الاعتبار أهمية تجربة العميل.

## روابط خارجية
نموذج تنسيق وثيقة التصميم عالي المستوى
1. ↑  "High-level design". Wikipedia (بالإنجليزية). 30 Sep 2024. Archived from the original on 2025-02-10.